# Želva záhadná
Želva záhadná (Cyclemys enigmatica) je druh sladkovodní želvy z čeledi batagurovitých (Geoemydiae).
Želva záhadná byla jako živočišný druh vědecky popsána teprve v roce 2008 společně se svými příbuznými: želvou hnědou a želvou Gelemovou.

## Popis
Dospělí jedinci měří kolem 23,5 cm. Krunýř je vejčitý, tmavě hnědý až černý, někdy s červenavým nádechem. Živí se převážně drobnými bezobratlými, dospělci však nepohrdnou ani rostlinnou potravou.

## Rozšíření a výskyt
Žije na ostrovech Sumatra, Borneo a Jáva a také v Malajsii a Singapuru, většinou v lesích (smíšených i listnatých) a ve sladkých vodách.

## Chov v zoo
V České republice chovají tento druh 2 zoologické zahrady, a sice Zoo Praha a Zoo Plzeň. Do Zoo Praha se želvy záhadné dostaly ještě 4 roky před svým vědeckým objevením z Hongkongu, kde byly zabaveny pašerákům. V roce 2007 se zde dokonce poprvé rozmnožily.